# Ángel Xolocotzi Yáñez
Ángel Xolocotzi Yáñez (Ciudad de México, 21 de agosto de 1969) es un filósofo mexicano, familiarizado con la obra de Martin Heidegger. Su trabajo académico se encuentra centrado en el esclarecimiento de una serie de temáticas relacionadas con la fenomenología y la hermenéutica. Desde marzo de 2016 hasta marzo de 2024 desempeñó el cargo de director de la Facultad de Filosofía y Letras de la Benemérita Universidad Autónoma de Puebla.

## Vida
Realizó sus estudios de Filosofía en la Facultad de Filosofía y Letras de la Universidad Nacional Autónoma de México, donde obtuvo la licenciatura en 1996, con mención honorífica. Posteriormente realizó sus estudios de Doctorado en la Albert-Ludwigs-Universität Freiburg (Alemania), con una beca del KAAD. Su tesis doctoral, que obtuvo la distinción summa cum laude, fue dirigida por Friedrich-Wilhelm von Herrmann, último asistente personal de Heidegger y director general de su obra completa (Gesamtausgabe). Tras sus estudios doctorales trabajó como Profesor en la Universidad Iberoamericana (Ciudad de México) y el CIDHEM, entre otras instituciones. En 2006 obtuvo la prestigiosa beca de la Alexander von Humboldt-Stiftung, para realizar su investigación posdoctoral en Alemania. Desde 2008 es Profesor de Tiempo Completo en la Benemérita Universidad Autónoma de Puebla, donde funge como coordinador del Cuerpo Académico “Fenomenología, Hermenéutica y Ontología”, de la Maestría en Filosofía y del Doctorado en Filosofía Contemporánea. Hace parte del Sistema Nacional de Investigadores (nivel III) del Conacyt. Ha sido director de la revista Graffylia de la BUAP y participa en varios Comités de un sinnúmero de organizaciones y publicaciones periódicas, entre ellas el Heidegger-Jahrbuch (Karl Alber). Ha sido profesor invitado en la Universidad de los Andes, Mérida, Venezuela (2005, 2007), en la Universidad Autónoma de Guerrero, Chilpancingo, México (2009), y en la Universidad Alberto Hurtado, Santiago de Chile (2011). 
En 2010 fue galardonado con el O’Gorman Grant por parte de la Columbia University. En 2013 fue el ganador del Premio Estatal de Ciencia y Tecnología por parte del Gobierno del Estado de Puebla, en la modalidad de Ciencia Básica. Desde 2013 hasta 2015 es el presidente de la Sociedad Iberoamericana de Estudios Heideggerianos. Desde febrero de 2016 funge como Director de la Facultad de Filosofía y Letras (FFyL) de la BUAP.
De forma ininterrumpida, Ángel Xolocotzi ha mantenido su labor docente y de investigación, lo que lo ha llevado a contar con perfil PRODEP, ser miembro del Padrón de Investigadores de la BUAP, además del ya mencionado Sistema Nacional de Investigadores (Nivel III). Ha publicado 11 libros de su autoría y coordinado otros 18. Ha dirigido 47 tesis en todos los niveles,  publicado 36 artículos en revistas indexadas e impartido más de 100 conferencias en universidades de México y del extranjero.

## Trabajo académico
El trabajo de Xolocotzi Yáñez combina al mismo tiempo el interés en el rigor fenomenológico y el esclarecimiento de fuentes históricas y documentales. Una prueba de ello puede evidenciarse en su fecunda producción bibliográfica, constituida hasta el momento por veinte libros (de su autoría, y coordinados). El trabajo académico de Xolocotzi Yáñez se encuentra atravesado por tópicos como la afectividad, el carácter metódico de la fenomenología, el problema del fundamento, entre muchos otros.

### El interés por la fenomenología-hermenéutica
Gran parte del trabajo académico de Xolocotzi Yáñez se encuentra relacionado con el esclarecimiento de una serie de temáticas ligadas al pensamiento de Martin Heidegger. Su tesis doctoral es una investigación exhaustiva acerca del carácter metódico de la fenomenología hermenéutica de Heidegger, en contraposición con la fenomenología trascendental de Edmund Husserl. Xolocotzi Yáñez propone que el elemento diferenciador de la propuesta metódica del joven Heidegger consiste en una visión del “trato” (Umgang) con el ente como acceso (Zugang) fenomenológico, en contraste con la perspectiva teorética sostenida en la fenomenología trascendental de Husserl. 
Una huella de este interés por el carácter metódico de la propuesta de Martin Heidegger puede encontrarse en sus dos primeros libros escritos en castellano: Fenomenología de la vida fáctica. Heidegger y su camino a Ser y tiempo (México: Plaza y Valdés, 2004), que es la primera publicación en castellano que examina con detalle la totalidad de las publicaciones heideggerianas en su primera etapa en Freiburg (1919-1923), y Subjetividad radical y comprensión afectiva. El rompimiento de la representación en Rickert, Dilthey, Husserl y Heidegger (México: Plaza y Valdés, 2007).

### La incursión en la investigación histórico-documental
Desde 2011, con la publicación de Una crónica de Ser y tiempo de Martin Heidegger (México: Ítaca) Xolocotzi Yáñez ha dado a conocer una minuciosa investigación documental y archivística acerca de la vida y la obra de Martin Heidegger. Inspirado en el Husserl-Chronik de K. Schuhmann, Xolocotzi Yáñez ha propuesto su propia Heidegger-Chronik, de la cual se han publicado dos volúmenes de un plan de cuatro volúmenes previstos: el primero fue Una crónica de Ser y tiempo de Martin Heidegger, donde se presenta un amplio número de información histórico-documental que cubre los años 1889-1927, y el segundo es Heidegger y Nacionalsocialismo: Una crónica (Madrid: Plaza y Valdés, 2013), una investigación que cubre los años 1928-1936. Como Xolocotzi ha advertido en ambos volúmenes, el grado de dificultad en la elaboración de la crónica de la vida de Heidegger, es mucho más compleja que el que tuvo que afrontar Schumann: la dispersión geográfica de los archivos, y la clausura temporal de gran parte de la información, hace que la investigación maneje un grado de dificultad bastante arduo. Sin embargo, Xolocotzi Yáñez ha liderado este trabajo con notoria solvencia. Un ejemplo de ello se encuentra en la publicación, junto con Luis Tamayo, de Los demonios de Heidegger: Eros y manía en el Maestro de la Selva Negra (Madrid: Trotta Editorial, 2012). En esta investigación se esclarecen varios aspectos ocultos de la convulsa vida erótica y política del pensador alemán. Un mérito de esta investigación consiste en desmitificar el ámbito separado entre “vida” y “obra”, que fue defendido por el propio Heidegger, y por un grupo amplio de investigadores que plantean una serie de interpretaciones diferenciadoras sin una documentación objetiva.

### Traducciones
Xolocotzi Yáñez ha traducido las obras de Heidegger Preguntas fundamentales de la filosofía. “Problemas” selectos de “lógica” (Granada: Comares, 2008) y Seminarios de Zollikon (México/Barcelona: Herder Editorial, 2013). Junto con Carlos Gutiérrez tradujo Cartas a Max Müller y Bernhard Welte (México: Universidad Iberoamericana, 2006). Junto con Antonio Zirion tradujo del alemán "Objetos intencionales" de E. Husserl, en Textos breves (1887-1936).Tiene inédita la traducción de Conferencias. Parte 1 de Martin Heidegger (será publicado por el Fondo de Cultura Económica).

## Obras escogidas

### Monografías
- ¡A las cosas mismas! Dos ideas sobre la fenomenología (en coautoría con Antonio Zirión Quijano), México, Benemérita Universidad Autónoma de Puebla/Universidad Michoacana de San Nicolás de Hidalgo/Miguel Ángel Porrúa, 2018, 233 páginas. ISBN: 978-607-524-207-1.

- Heidegger, lenguaje y escritura, México, Fontamara, 2018, 148 páginas. ISBN: 978-607-736- 507-5.
- Heidegger, del sentido a la historia (en coautoría con Ricardo Gibu, Vanessa Huerta y Pablo Veraza), Madrid, Plaza y Valdés, 2014, 186 páginas. ISBN 978-84-15271-95-6.

- Heidegger y el Nacionalsocialismo. Una crónica (1926-1936), Madrid, Plaza y Valdés-BUAP, 2013, 200 páginas. ISBN 978-84-15271-60-4.
- Los demonios de Heidegger. Eros y manía en el maestro de la Selva Negra (en coautoría con Luis Tamayo), Madrid, Trotta, 2012, 240 páginas. ISBN 978-84-9879-333-8.
- Fundamento y abismo. Aproximaciones al Heidegger tardío, México, Porrúa-BUAP, 2011, 206 páginas. ISBN 978-607-401-446-4.
- Una crónica de Ser y tiempo de Martin Heidegger, México, Ítaca-BUAP, 2011, 142 páginas. ISBN 978-607-7957-00-3.
- Facetas heideggerianas, México, Los libros de Homero-BUAP, 2009, 98 páginas. ISBN 978-607-7513-11-7.
- Subjetividad radical y comprensión afectiva. El rompimiento de la representación en Rickert, Dilthey, Husserl y Heidegger, México, Plaza y Valdés-UIA, 2007, 240 páginas. ISBN 978-970-722-663-0.
- Fenomenología de la vida fáctica. Heidegger y su camino a Ser y tiempo, México, Plaza y Valdés-UIA, 2004, 252 páginas. ISBN 970-722-320-0.
- Der Umgang als „Zugang“. Der hermeneutisch-phänomenologische „Zugang“ zum faktischen Leben in den frühen ‚Freiburger Vorlesungen‘ Martin Heideggers im Hinblick auf seine Absetzung von der transzendentalen Phänomenologie Edmund Husserls, Berlin, Duncker und Humblot, 2002, 335 páginas. ISBN 3-428-10729-2.

### Ediciones
- Ser y tiempo de Heidegger, en perspectiva (con Ricardo Gibu Shimabukuro), Buenos Aires, Argentina, Editorial Biblos, 2019, 360 páginas. ISBN: 978-987-691-759-9.
- Mundo Y «Mundo-De-Vida» Su origen y desarrollo en la interpretación fenomenológica contemporánea (con R.Chávez y Ricardo Gibu Shimabukuro), México, BUAP-Colección Contemporánea Universitaria, 2017, 223 páginas. ISBN: 978-607-525-272-8.
- Imagen y sentido. Reflexiones fenomenológicas y hermenéuticas (con Ricardo Gibu), México, Nautilium, 2016, 271 páginas. ISBN: 978-607-9694-96-8.
- Temple de ánimo y filosofía. Consideraciones heideggerianas sobre la afectividad (con Ricardo Gibu), México, ALDVS/BUAP, 2016, 276 páginas. ISBN: 978-607-9457-06-8.
- La Fragilidad de la Política. Ensayos fenomenológicos y hermenéuticos (con Ricardo Gibu y J. Rodolfo Santander), México, ALDVS/BUAP, 2015, 334 páginas. ISBN: 978-607-9457-04-4.

- Studia Heideggeriana IV: Afectividad', Buenos Aires, Editorial Teseo, 2015
- Fenomenología del cuerpo y hermenéutica de la corporeidad (con Ricardo Gibu), Madrid, Plaza y Valdés-BUAP, 2014, 278 páginas. ISBN 978-84-16032-42-6.
- Los bordes de la filosofía: educación, humanidades y universidad (con José Antonio Mateos), México, Ítaca-BUAP, 2013, 248 páginas. ISBN 978-607-7957-56-0.
- La filosofía a contrapelo. Estudios fenomenológicos y hermenéuticos (con Ricardo Gibu y Célida Godina), México, Ítaca-BUAP, 2012, 223 páginas. ISBN 978-607-7957-43-0.
- Ámbitos fenomenológicos de la hermenéutica (con Ricardo Gibu, Célida Godina, Jesús Rodolfo Santander), México, Eón-BUAP, 2011, 248 páginas. ISBN 978-607-9124-35-9.
- La aventura de interpretar. Los impulsos filosóficos de Franco Volpi (con Ricardo Gibu, Célida Godina, Jesús Rodolfo Santander), México, Eón-BUAP, 2011, 248 páginas. ISBN 978-607-9124-36-6.
- La técnica, ¿orden o desmesura? Reflexiones desde la fenomenología y la hermenéutica (con Célida Godina), México, Los libros de Homero-BUAP, 2009, 316 páginas. ISBN 978-607-7513-13-1.
- Fenomenología viva, México, BUAP, 2009, 328 páginas. ISBN 978-607-487-0497.
- Actualidad hermenéutica de la prudencia (con Ricardo Gibu), México, Los libros de Homero-BUAP, 2009, 108 páginas. ISBN 978-607-7513-12-4.
- Actualidad de Franz Brentano, México, Universidad Iberoamericana, 2006, 263 páginas. ISBN 968-859-596-9.
- El futuro de la filosofía (con Francisco Galán y Ma. Teresa de la Garza), México, Universidad Iberoamericana, 2004, 278 páginas. ISBN 968-859-551-9.
- Hermenéutica y fenomenología. Primer coloquio, México, Universidad Iberoamericana, 2003, 151 páginas. ISBN 968-859-491-1.

### Artículos
- “La verdad del cuerpo. Heidegger y la ambigüedad de lo corporal”, en Estudios de Filosofía, 2020, no. 61.
- “La sombra conceptual. Conceptos operativos e indicadores formales en la fenomenología”, en Contrastes. Revista Internacional de Filosofía, vol. XXIV, no. 3. (2019), pp. 123-139. ISSN: 1136-4076.
- “Heidegger y el olvido de la retórica”, en Revista de Filosofía Dianoia, vol. 64, No. 83 (noviembre de 2019-abril de 2020), pp. 27-47. e-ISSN: 1870-4913.
- “El impacto del problema de la representación (Vorstellung) en el inicio de la fenomenología husserliana”, en Open Insight, vol. 10, Núm. 18 (enero-abril 209), pp. 159-184. ISSN: 2395-8936.
- “La actualidad de la teoría. El papel de la filosofía en una sociedad del rendimiento”, en Elementos, 109, 2018, pp. 19-25, ISSN: 0187-9073.
- “El Camino Desdibujado. Ser y Tiempo en los Cuadernos Negros”, en Aoristo- International Journal of Phenomenology, Hermeneutics and Metaphysics, vol. I, 2017, pp. 30-42.
- “Lenguaje sin presencia. Decir filosófico y decir poético en Heidegger”, en Argumenta Philosophica, vol. II, pp. 69-78, 2016. ISSN: 2462-4993.
- "La cercanía del mundo. Reflexiones sobre el decir filosófico" en Elementos 97 (enero-marzo de 2015), pp. 15-19. ISSN 0187-9073.
- "Mi camino hacia Heidegger" en Differenz, Revista Internacional de Estudios Heideggerianos y sus derivas contemporáneas no. 0: Semblantes, julio de 2014. ISSN 2386-4877.
- “Filosofía, ciencia y locura. Sobre los Seminarios de Zollikon de Martin Heidegger” en Apeirón. Estudios de Filosofía no. 1 (01/10/2014). ISSN 2386-5326.
- “Nietzsche, fenomenólogo de los afectos” en Reflexiones marginales  23 (enero de 2014).
- “Ontología intencional. Heidegger y la transformación de la fenomenología husserliana” en Phainomenon. Revista de fenomenología 23 (Portugal). ISSN 0874-9493.
- “Juicio y afectividad. Heidegger, la pregunta por el ser y la lógica neokantiana de Rickert” en F. De Lara (editor), Studia Heideggeriana. Volumen II: Lógos – Lógica – Lenguaje, pp. 13-34. ISSN 2250-8740.
- “Aparecer y mostrarse. Notas en torno a la ‘fenomenología’ en Hegel y Heidegger” en Eidos 12 (2010), pp. 10-27. ISSN 1692-8857.

## Premios, reconocimientos y membresías
- Mención Honorífica en el examen de licenciatura, FFyL – UNAM, mayo de 1996.
- Mención Honorífica (summa cum laude) en la tesis y estudios doctorales, Albert-Ludwigs-Universität Freiburg, Alemania, junio de 2001.
- Miembro de la Martin-Heidegger-Gesellschaft desde 1997.
- Miembro de la Wissenschaftliche Buchgesellschaft desde 2000.
- Miembro de la Asociación Filosófica de México desde 2005.
- Becario de la Fundación Alexander von Humboldt 2006.
- Vocal de la Sociedad Iberoamericana de Estudios Heideggerianos 2009-2013.
- Director de la Revista de Filosofía (Universidad Iberoamericana) de enero de 2003 a abril de 2006.
- O´Gorman Grant por parte de la Columbia University de New York, mayo-junio de 2010.
- Beca de la Fundación Santander-Universidad Complutense de Madrid en el Programa de Estancia de Doctores y Tecnólogos para una estancia de investigación en la Facultad de Filosofía y Letras de la Universidad Complutense de Madrid, 15 de mayo – 30 de junio de 2012.
- Miembro del Sistema Nacional de Investigadores (SNI, nivel III) del Conacyt
- Director de la Revista Graffylia de la Facultad de Filosofía y Letras de la BUAP a partir de abril de 2013.
- Investigador Asociado del Centro de Estudios Heideggerianos de la Universidad Autónoma de Barcelona desde 2013.[3]
- Presidente de la Sociedad Iberoamericana de Estudios Heideggerianos (SIEH), gestión 2013-2015.
- Premio Estatal de Ciencia y Tecnología 2013 por parte del Gobierno del Estado de Puebla, modalidad Ciencia Básica en el área de Ciencias Sociales y Humanidades, mayo de 2014.
- Coordinador del Doctorado en Filosofía Contemporánea de 2015 a 2016.
- Director de la Facultad de Filosofía y Letras de la BUAP.